# Prise d'otage

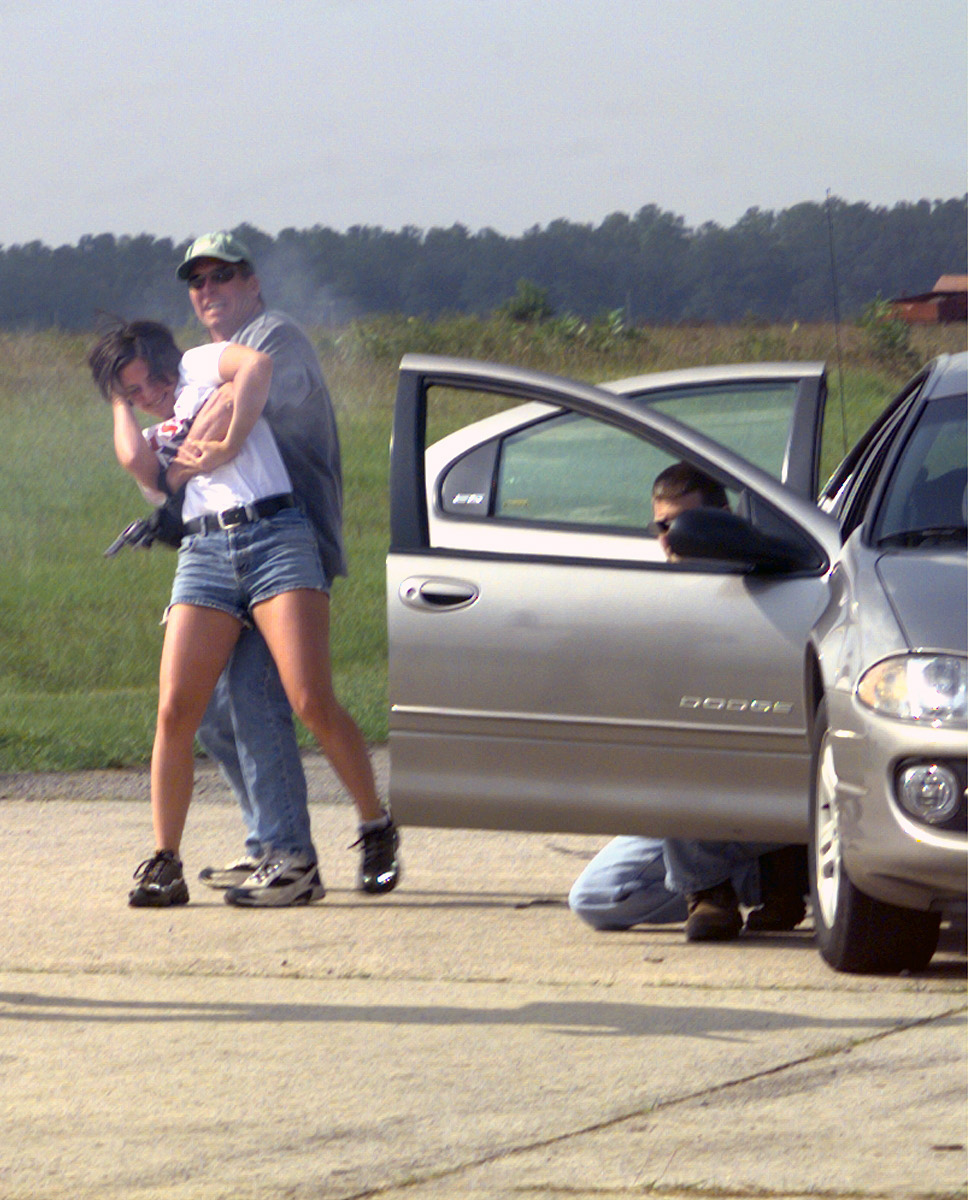
Policiers simulant une prise d'otage lors d'un exercice.

Une prise d'otage est une action visant à retenir des personnes contre leur volonté afin, le plus souvent, de revendiquer quelque chose (la possibilité d'une évasion, revendications politiques, financières, etc.). Ces prises d'otage se déroulent généralement sur un même site (le preneur d'otage ne peut donc pas bouger), ce qui fait que le (ou les) bâtiments sont encerclés par les forces spéciales.
Si les prises d'otages ont toujours existé dans l'histoire, le statut, l'utilité et la vision qu'on a des otages ont beaucoup évolué avec le temps. Les premières prises d'otages répondant à la vision d'aujourd'hui furent menées dans les années 1920 par l'Organisation révolutionnaire intérieure macédonienne, pour financer leurs activités et attirer l'attention internationale.

## Historique
Les prises d'otages ont toujours existé dans l'histoire mais ne recouvraient pas toujours une notion négative. Ainsi, la pratique des otages donnés voulait qu'un pays vaincu ou qui s'engageait à quelque chose fournisse des otages (souvent de haut rang) au vainqueur ou à celui envers qui il s'engageait (parfois un allié) comme garanties en attendant que toutes les obligations qu'il avait soient remplies. Ce type d'otages s'apparente à des hôtes et ceux-ci sont bien traités, bénéficiant d'un cadre de vie semblable à celui qu'ils ont quitté. Cette pratique disparaît progressivement au XVIIIe siècle et s'éteint définitivement au XIXe.
En dehors de cette pratique, le concept de prise d'otages qu'on a dans la vision contemporaine (d'une personne qu'on retient de force pour l'utiliser comme avantage réel) a également toujours existé mais sous des formes différentes. Ainsi, au Ve siècle av. J.-C., les Spartiates faits prisonniers après la bataille de Sphactérie sont utilisés par Athènes comme otages, mais dans un seul but : priver Sparte de sa supériorité militaire en les gardant prisonniers.

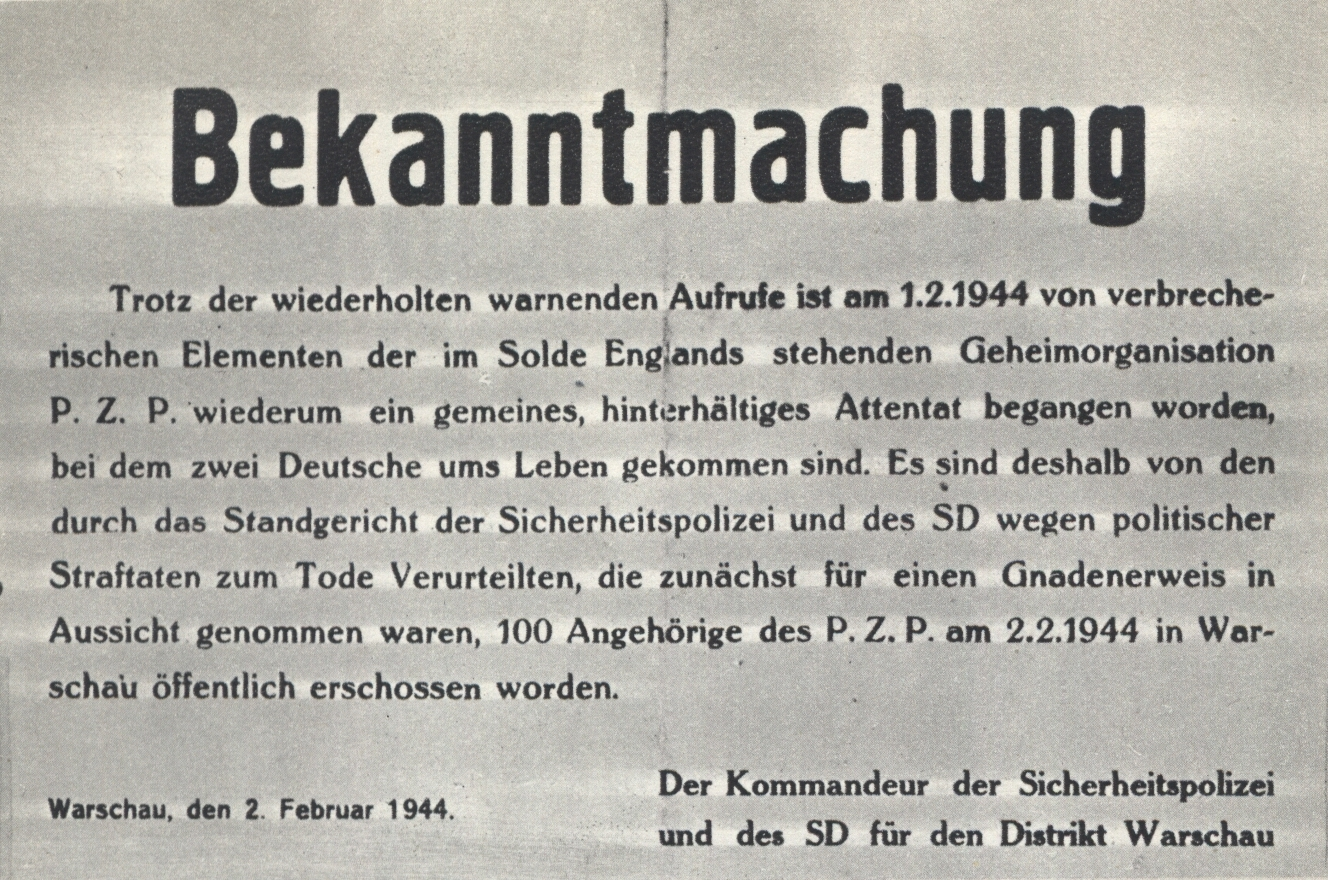
Annonce allemande de l'exécution de 100 otages polonais en représailles de la mort de deux soldats Allemands à Varsovie, en Pologne occupée, pendant la Seconde Guerre mondiale (février 1944).

Dans d'autres cas, les otages sont utilisés pour un but purement pécuniaire. C'est le cas de Guy de Lusignan, roi latin de Jérusalem, fait prisonnier par Saladin. Ce dernier le traita selon son rang de souverain, en attendant versement d'une rançon.
Enfin, d'autres buts peuvent exister à la prise d'otages, notamment la volonté de les utiliser à des fins de vengeance lors de guerres, ou comme sécurité pour éviter des attaques. Ainsi, pendant la Première Guerre mondiale, les Anglais faisaient monter des otages allemands (généralement des officiers de la marine allemande faits prisonniers) sur leurs navires de guerre pour éviter ainsi les torpillages allemands. Pendant la Seconde Guerre mondiale, l'Armée allemande recourait notamment aux prises d'otages pour venger la mort de ses soldats tués par la résistance.
Aux XIXe et XXe siècles, la théorie des prises d'otages aussi bien que les buts qu'on veut en tirer vont beaucoup se transformer. L'otage (retenu de façon contrainte) devient un moyen de pression dans un but précis (exigences pécuniaires, idéologiques, de vengeance, etc.). Son avenir n'est pas forcément garanti, et son statut se limite souvent à une monnaie d'échange.

## Aspects juridiques
Après le choc de la prise d'otages des Jeux olympiques de Munich, l'Assemblée générale des Nations unies adopte en décembre 1979, à l'unanimité, la convention internationale contre la prise d'otages,.

## Tactiques des preneurs d'otage et des négociateurs
Les preneurs d'otages peuvent avoir pour objectif de demander la libération de prisonniers amis ou alliés. La prise d'otage est souvent accompagnée de menace de mort si les revendications ne sont pas satisfaites, mais les otages sont parfois libérés sains et saufs même en cas de non-respect des revendications.
Le négociateur dispose de plusieurs techniques de négociation : technique du « cercle » ou « spirale concentrique », dans laquelle le négociateur reprend la demande du preneur d'otage et la retourne à son insu ; celle du « chaud et du froid », en alternant les réponses positives simples et les réponses qui soulignent des difficultés à répondre à sa demande ; « méthode du salami » qui consiste à décomposer la revendication en plusieurs étapes (tel un salami tranché) ; principe ou théorie du « disque rayé » (appelé aussi « disque brisé », « broken record » en anglais), en répétant les arguments ou la problématique du preneur d'otage afin de l'user et qu'il cède aux propres arguments du négociateur.

## Forces d'interventions anti-terroristes

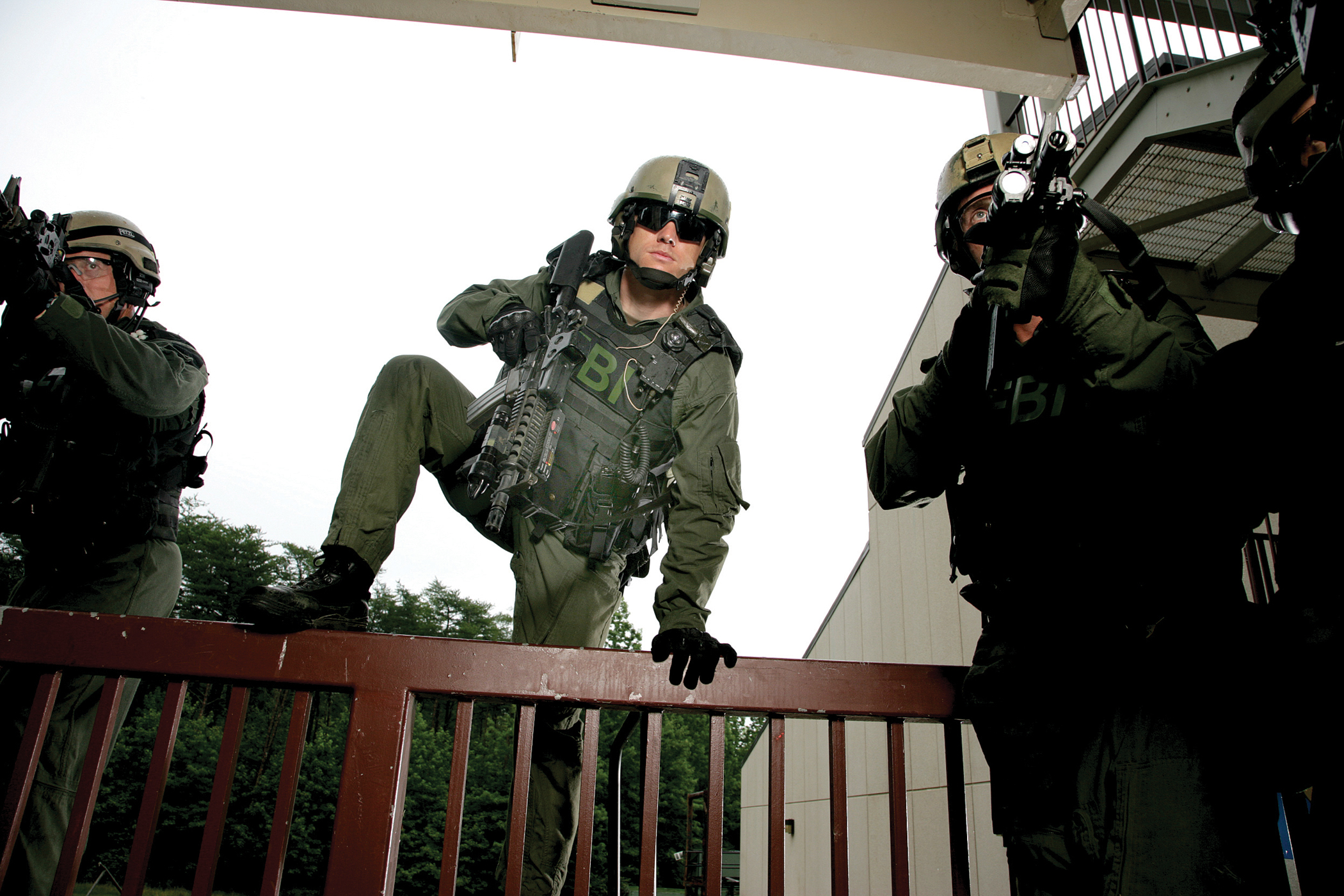
Agents américains de l'Hostage Rescue Team des SWAT (FBI).

Dans la plupart des pays développés, les prises d'otages sont résolues par des négociateurs dans plus de 80 % des cas. Dans chaque pays, chaque unité d'intervention dispose d'un négociateur qui lui est propre. La force n'est utilisée qu'en dernier recours, après échec des négociations ou lorsque le négociateur estime que la situation présente un risque inacceptable pour les otages.
Aux États-Unis, c'est le Federal Bureau of Investigation (FBI) ou le Special Weapons And Tactics (SWAT) qui intervient dans la majorité des cas. En Russie, c'est généralement le Service fédéral de sécurité de la fédération de Russie (FSB) qui intervient.
En France, c'est le Groupe d'intervention de la Gendarmerie nationale (GIGN) ou la Force d'intervention de la police nationale (FIPN, dont le RAID et le BRI) qui intervient dans les prises d'otage.
Au Québec, le Groupe tactique d'intervention de la Sûreté du Québec a les compétences pour intervenir en cas de prise d'otage, ainsi que le Groupe tactique d’intervention de la ville de Québec.
Dans les cas les plus graves, ce n'est pas la police qui intervient, mais l'armée.

## Aspect psychologiques
Dans une prise d'otage il y a deux configurations possibles pour les otages :
- La première qui est la plus étrange, c'est que les otages acceptent la cause du preneur d'otage : c'est le syndrome de Stockholm ;
- La deuxième c'est que les otages sont traumatisés (quand leur âge leur permet de comprendre la situation) à vie et marqués à jamais dans leur esprit. Il y a aussi une modification du système de valeur et de croyance de la personne. Par exemple, des gens qui avaient la foi vont la voir ébranlée[8]. Des pathologies peuvent se déclencher juste après la libération, comme la dépression, ou le stress permanent (syndrome de stress post-traumatique).

## Matériel particulier
Les professionnels emploient désormais le radar à pénétration d'obstacles permettant de visualiser des humains ou des objets à travers un mur.

## Quelques prises d'otage célèbres
- Prise d'otages des Jeux olympiques de Munich (1972)
- Prise d'otages de Loyada (1976)
- Raid d'Entebbe (1976)
- Opération Nimrod (1980)
- Crise iranienne des otages (1979-1981)
- Prise de la Grande Mosquée de La Mecque (1979)
- Vol TWA 847 (1985)
- Prise d'otages d'Ouvéa (1988)
- Prise d'otages de Gladbeck (1988)
- Prise d'otages de Tilff (Belgique) (1989)
- Prise d'otages de la maternelle de Neuilly (1993) avec l'intervention du RAID.
- Prise d'otages du Vol 8969 Air France (1994), avec l’intervention du GIGN.
- Prise d'otages du théâtre de Moscou (2002)
- Prise d'otages de Beslan (2004)
- Attaque de Naltchik (2005)
- Attaques de novembre 2008 à Bombay
- Prise d'otages de septembre 2010 au Niger[10]
- Prise d'otage de janvier 2011 au Niger et au Mali (Vincent Delory et Antoine de Léocour).
- Prise d'otages du magasin Hyper Cacher de la porte de Vincennes (2015)
- Prise d'otages du Bataclan à Paris dans le 11e arrondissement (2015), lors des attentats du 13 novembre 2015 en Île-de-France
- Attaques du 23 mars 2018 à Carcassonne et Trèbes

## Dans la culture populaire

### Films
- Dans le film Un après-midi de chien (1975) de Sidney Lumet, lors d'un braquage de banque.
- Dans Piège de cristal (1988) de John McTiernan, un groupe de terroristes investit une tour (le Nakatomi Plaza) de Los Angeles.
- Dans Speed (1994) de Jan de Bont, un bus contenant plusieurs passagers doit se maintenir au-dessus d'une certaine vitesse, sous peine d'exploser.
- Dans Mad City (1997) de Costa-Gavras, un journaliste est pris en otage par un gardien de musée licencié et s'improvise alors conseiller en communication de celui-ci.
- Dans Négociateur (1998) de F. Gary Gray, un négociateur victime d'un complot prend en otage des policiers.
- Dans John Q (2002) de Nick Cassavetes, un homme désespéré ne pouvant payer une transplantation pour son fils prend un hôpital en otage.
- Dans Phone Game (2002) de Joel Schumacher, un homme qui passe un coup de téléphone depuis une cabine se retrouve menacé de mort par un sniper s'il en sort.
- Dans Inside Man (2006) de Spike Lee, un commando attaque une banque et retient en otage employés et clients.
- Dans Money Monster (2016) de Jodie Foster, un présentateur d'une émission de télévision et toute son équipe sont pris en otage par un homme ayant fait irruption sur le plateau.
- Dans Argo (2016) de Ben Affleck, le sauvetage des otages de l’ambassade américaine en 1979 sert de base à une intrigue plus ou moins romancée.
- Dans Nos otages (2021) de Michaël Steiner, un couple de touristes suisses est pris en otage au Pakistan en 2011 par un groupe de Taliban.

### Séries télévisées
- 24 heures chrono (2001-2010) : série télévisée ayant duré neuf saisons et qui, à de multiples reprises, met en scène des prises d'otages.
- Awake (2012), épisode « Où est mon pingouin ? » (épisode 6).
- Chuck (2007-2012), épisode « InterSecret Story » (saison 2, épisode 11).
- Day Break (2006), épisode « Et s'ils étaient cernés ? » (épisode 5).
- Dr House (2004-2012), épisode « Un diagnostic ou je tire » (saison 5, épisode 9).
- FBI : Portés disparus (2002-2009), épisode « Retombées », parties 1 et 2 (saison 1, épisodes 22 et 23).
- Médium (2005-2011), épisode « L'Angoisse et l'Espoir » (saison 3, épisode 17).
- Psych : Enquêteur malgré lui (2006-2014) :
  - épisode « Haut les mains ! » (saison 3, épisode 8) : prise d'otages dans une banque.
  - épisode « Le Bon Méchant ! » (saison 8, épisode 4 ) : le médecin légiste et Shawn, le personnage principal, sont pris en otage.
- Super Hero Family (2010-2011), épisode « À visage découvert » (épisode 13).
- Supernatural (depuis 2005), épisode « Le Polymorphe » (saison 2, épisode 12).
- 9-1-1 (depuis 2018), épisode « Le 9-1-1 ne répond plus » (saison 3, épisode 14).
- La casa de papel (2017-2021)